# Македония на зимних Олимпийских играх 1998
Македония принимала участие в Зимних Олимпийских играх 1998 года в Нагано (Япония) в первый раз за свою историю, но не завоевала ни одной медали.

## Результаты соревнований

### Горнолыжный спорт
Женщины
| Соревнование      | Спортсменка     | 1 спуск | 1 спуск | 2 спуск | 2 спуск | Всего   | Место |
| Соревнование      | Спортсменка     | Время   | Место   | Время   | Место   | Всего   | Место |
| ----------------- | --------------- | ------- | ------- | ------- | ------- | ------- | ----- |
| гигантский слалом | Яна Николовская | 1:38,14 | 35      | 1:51,83 | 33      | 3:29,97 | 33    |

Мужчины
| Соревнование      | Спортсмен              | 1 спуск | 1 спуск | 2 спуск | 2 спуск | Всего   | Место |
| Соревнование      | Спортсмен              | Время   | Место   | Время   | Место   | Всего   | Место |
| ----------------- | ---------------------- | ------- | ------- | ------- | ------- | ------- | ----- |
| гигантский слалом | Александар Стояновский | 1:31,83 | 45      | 1:29,34 | 36      | 3:01,17 | 36    |

### Лыжные гонки
Мужчины
| Соревнование              | Спортсмен     | Результат | Отставание | Место |
| ------------------------- | ------------- | --------- | ---------- | ----- |
| 10 км классическим стилем | Гёко Динеский | 39:39,3   | +12:14,8   | 91    |